# Četrtna skupnost
Četrtna skupnost, imenovana tudi mestna četrt, krajše ČS oz. MČ, je oblika lokalne samouprave na ravni dela mesta v Republiki Sloveniji. Četrtna skupnost tako predstavlja ožji del mestnih občin. Po svojem delovanju je zelo podobna krajevni skupnosti. Organ odločanja je svet četrtne skupnosti oz. svet mestne četrti. 

## Zakonodaja
Skladno z zakonom o lokalni samoupravi se območje posamezne četrtne skupnosti in tudi drugih ožjih delov občine ustanovijo s statutom občine, kjer se določi tudi njihovo območje in ime. Pri notranji členitvi mora občinski svet upoštevati zemljepisne, zgodovinske, gospodarske, upravne, kulturne in druge značilnosti območja.
Pobudo za ustanovitev posameznih četrtnih skupnosti ali za spremembo njihovih območij lahko da zbor krajanov ali s statutom določeno število prebivalcev dela občine. 
Pred ustanovitvijo posamezne četrtne skupnosti ali pred spremembo njenega območja mora občinski svet na zborih krajanov ali na referendumu ugotoviti interes prebivalcev posameznih območij v občini, kjer naj bi bili ustanovljeni ožji deli občine.

## Naloge
Naloge četrtnih skupnostih se podrobneje določijo v statutih občin. Te naloge se lahko nanašajo na:
- urejanje prostora
- zagotavljanje obveznih lokalnih gospodarskih javnih služb varstva okolja,
- gradnjo in vzdrževanje cest in drugih javnih površin,
- upravljanje s premoženjem, namenjenim za potrebe krajevnega prebivalstva ter
- pospeševanje kulturnih, športnih in drugih društvenih dejavnosti.

## Pravna subjektiviteta
Statut občine določi ali je četrtna skupnost pravna oseba javnega prava. 

## Položaj v slovenskih mestih
Četrtne skupnosti v Sloveniji so ustanovljene v naslednjih občinah: Ljubljana, Ptuj, Slovenj Gradec in Ravne na Koroškem
Mestne četrti v Sloveniji so ustanovljene v naslednjih mestnih občinah: Maribor, Celje, Murska Sobota in Velenje. 